# Herpelmont
Herpelmont – miejscowość i gmina we Francji, w regionie Grand Est, w departamencie Wogezy.
Według danych na rok 1990 gminę zamieszkiwały 263 osoby, a gęstość zaludnienia wynosiła 47 osób/km² (wśród 2335 gmin Lotaryngii Herpelmont plasuje się na 785. miejscu pod względem liczby ludności, natomiast pod względem powierzchni na miejscu 956.).